# Eurythoe complanata
Eurythoe complanata är en ringmaskart som först beskrevs av Peter Simon Pallas 1766.  Eurythoe complanata ingår i släktet Eurythoe och familjen Amphinomidae. Utöver nominatformen finns också underarten E. c. mexicana.

## Bildgalleri

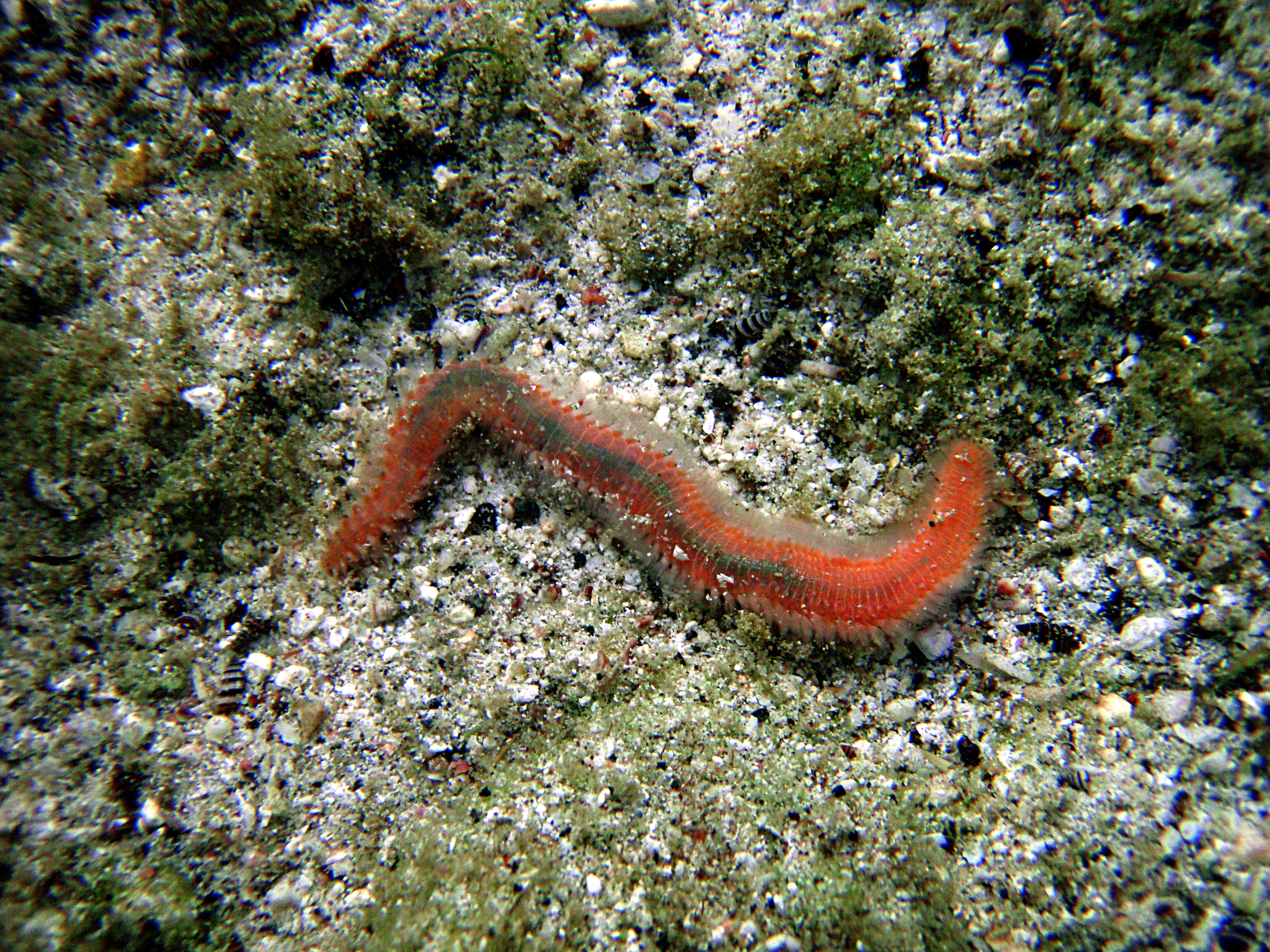
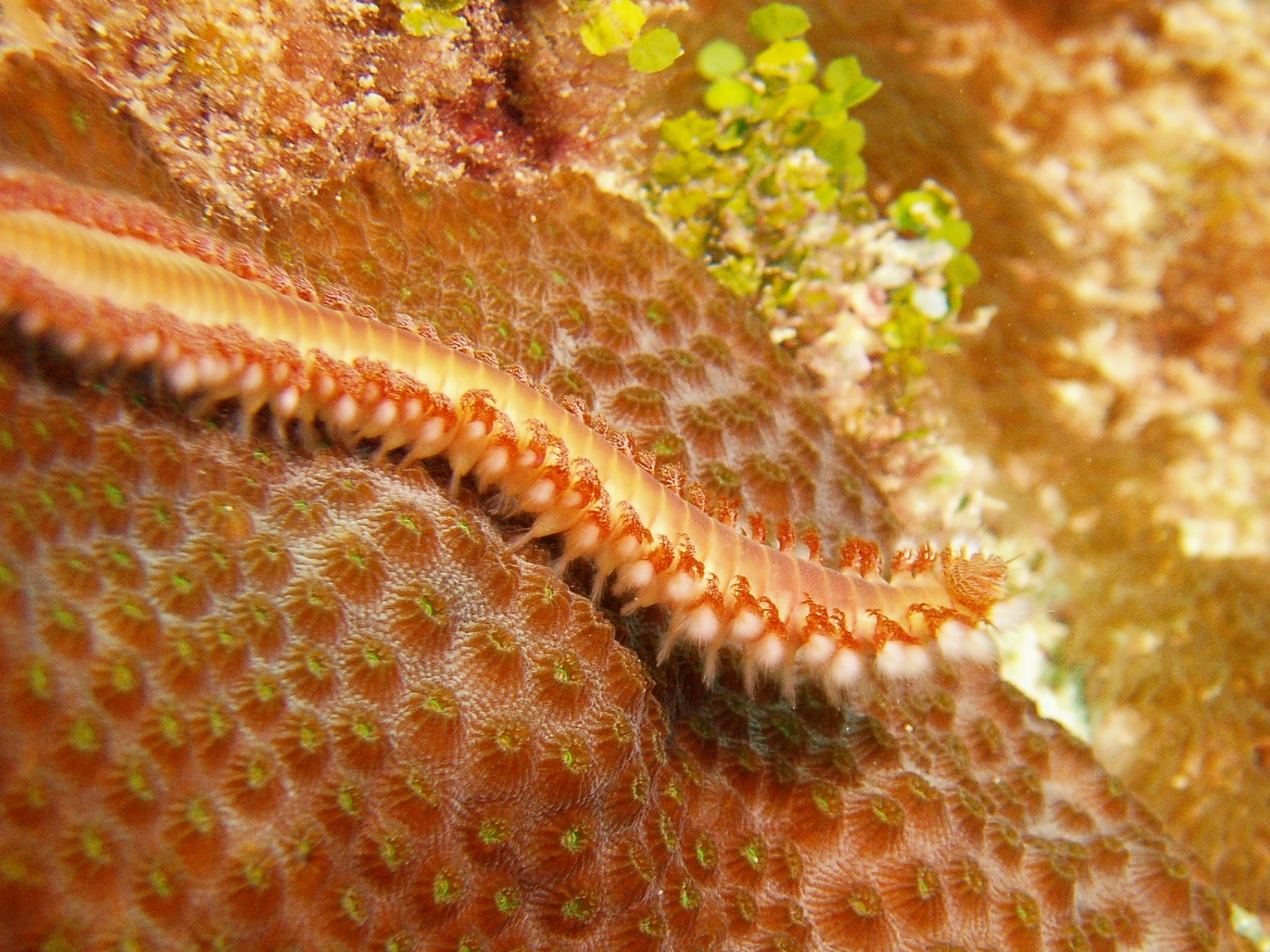